# Důl ČSA (Rynholec)
Důl Československé armády (ČSA) I a II v Rynholci (před rokem 1946 důl Anna resp. důl Laura, v letech 1946–1950 důl Laušman I a Laušman II) byl černouhelný hlubinný důl v kladensko-rakovnické uhelné pánvi, provozovaný v letech 1906–1965.

## Dějiny dolu

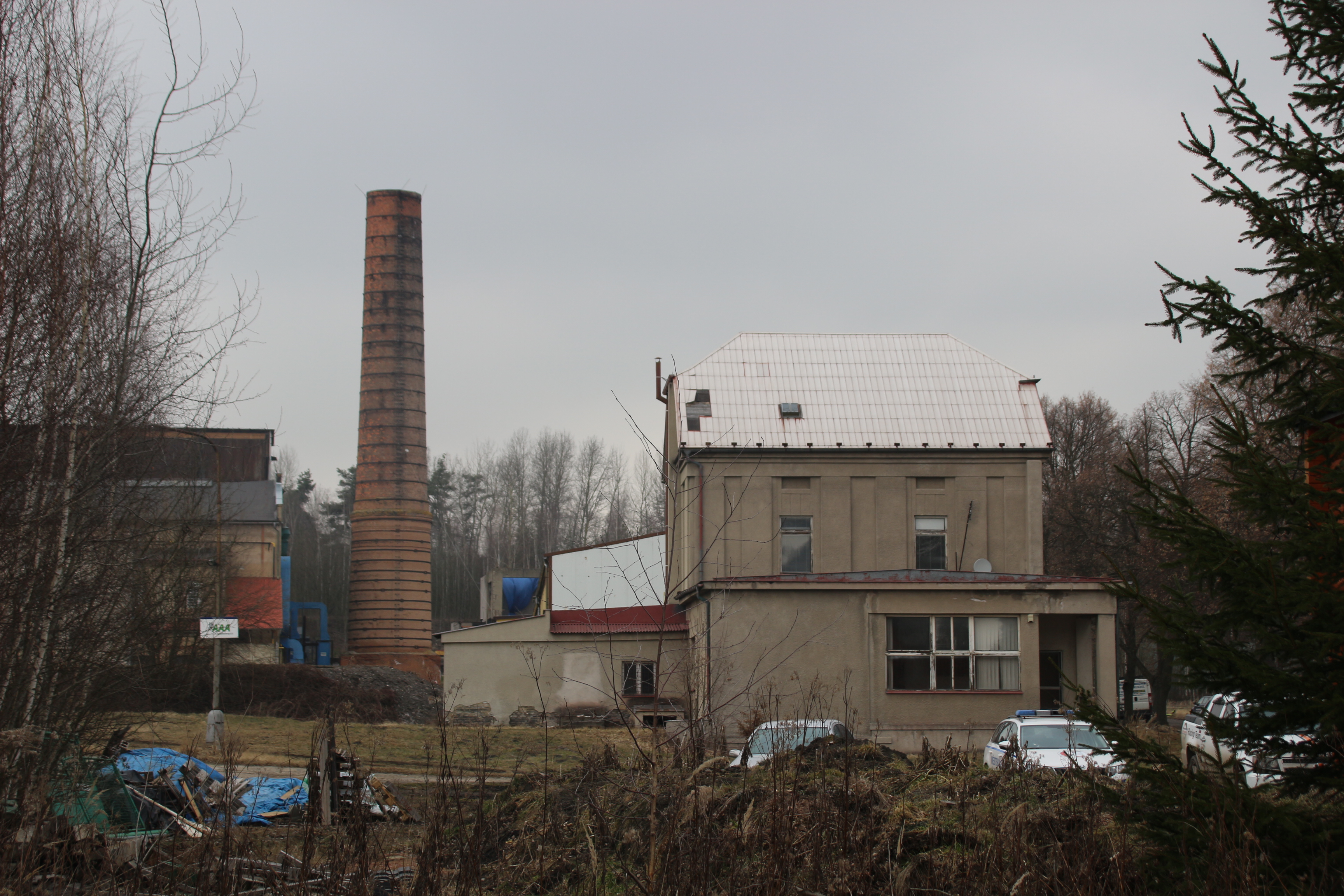
Bývalý areál dolu ČSA I v Rynholci (jáma Anna); komín sloužil někdejší elektrárně.

V roce 1906 byl v Rynholci otevřen černouhelný důl Laura, vyhloubený na místě starších průzkumů. V roce 1911 pak bylo ve vzdálenosti asi 1 km severovýchodně dokončeno hloubení jámy dolu Anna. Na sklonku téhož roku pak byly oba doly propojeny. Těžba uhlí byla postupně převáděna na jámu Anna (o konečné hloubce 281 m), zatímco Laura (hluboká 165 m) sloužila jako výdušná jáma.  Z žst. Stochov byla přivedena železniční vlečka, v areálu dolu Laura byly zřízeny komorové pece pro vypalování lupků mj. z nedalekého lomu Hořkovec a při dole Anna byla až do jeho uzavření v roce 1965 provozována elektrárna s výkonem navyšovaným až na 10 MW. Struska z elektrárny byla využívána k výrobě stavebních škvárobetonových panelů, což se posléze ukázalo problematickým z důvodu zvýšeného obsahu radioaktivních prvků v rynholeckém uhlí a tím i strusce. Nezbytnou se tak stala sanace budov vystavěných z tohoto materiálu.
V roce 1946 byl důl přejmenován podle sociálně demokratického ministra Bohumila Laušmana na důl Laušman I (býv. Anna), resp. Laušman II (býv. Laura), avšak po Laušmanově emigraci se krátce vrací původní jména. V roce 1951 pak bylo jméno změněno na důl Československé armády I a II. V roce 1950 na dole došlo k požáru a následnému výbuchu požárních plynů, který se obešel bez ztrát na životech. V 50. letech byl důl nákladní lanovkou propojen s dolem Nosek v Tuchlovicích. Důl ČSA v Rynholci, v té době zařazený do Českých lupkových a uhelných závodů, ukončil těžbu v roce 1965.
V areálu dolu je dnes provozována navijárna; mohutný kuželovitý odval dolu byl postupně snížen a zavezen zeminou.

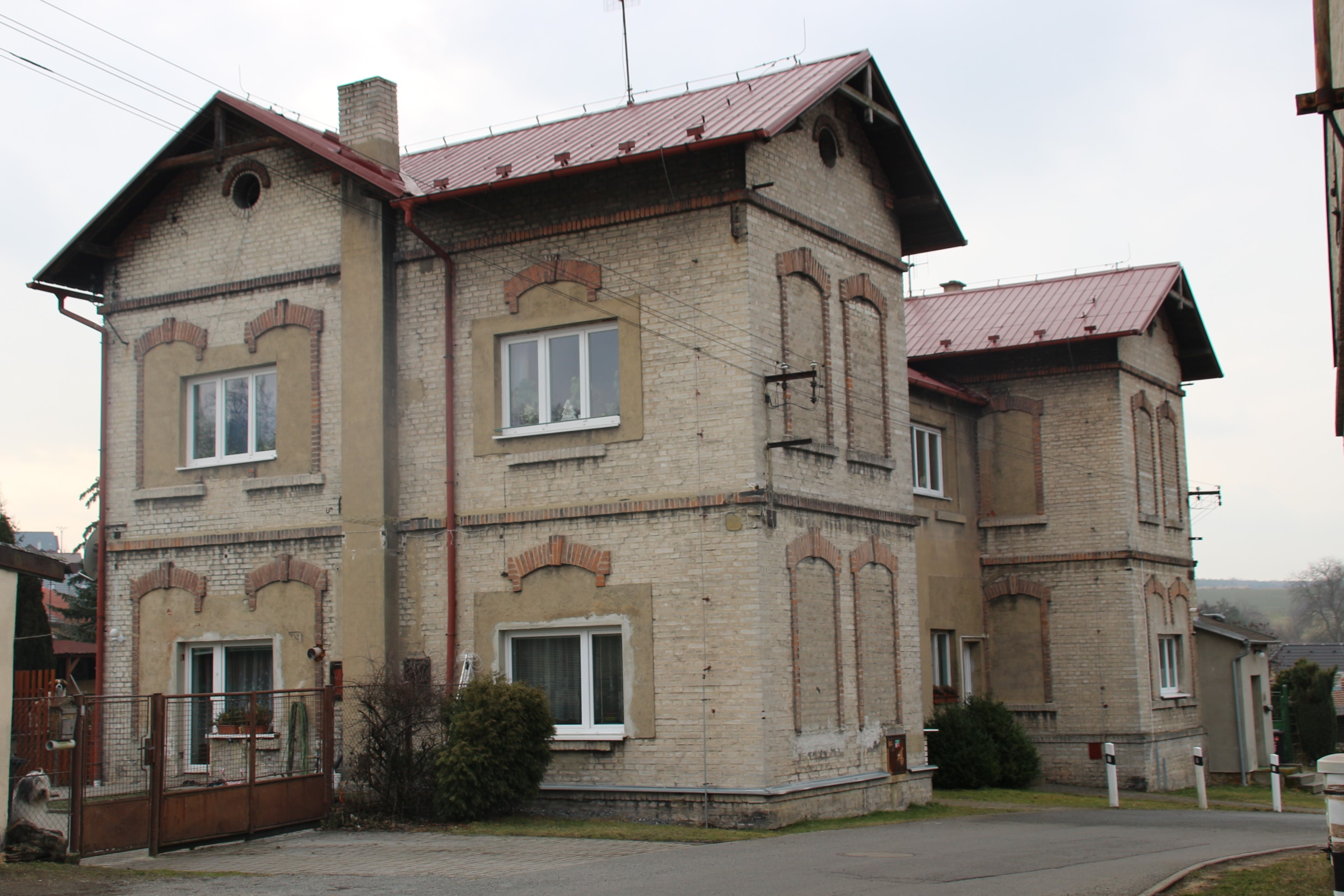
Bývalá správní budova dolu u jámy Laura.